# Saro (Cantabria)
Saro es un municipio y localidad situado en la comunidad autónoma de Cantabria (España), en la comarca del Pas-Miera. Sus límites son: al norte con Santa María de Cayón, al oeste con Villafufre, al este con San Roque de Riomiera y al sur con Villacarriedo.
El municipio se encuentra muy cerca de localidades como Sarón y Villacarriedo o el parque de la naturaleza de Cabárceno y está a una distancia de 30 kilómetros de la ciudad de Santander. Destaca por la notable acumulación de arquitectura civil de época barroca, en el que aparece representada desde el palacio señorial hasta la cabaña pastoril pasando por las casas hidalgas y populares.

## Geografía
La cota más baja del municipio se sitúa a 114 msm, y la más elevada a 821 msm, en la Peña el Acebo. La capital, Saro, se sitúa en la cota 162.
| Noroeste: Santa María de Cayón | Norte: Santa María de Cayón | Nordeste: Santa María de Cayón y San Roque de Riomiera |
| Oeste: Villafufre              |                             | Este: San Roque de Riomiera                            |
| Suroeste: Villacarriedo        | Sur: Villacarriedo          | Sureste: Villacarriedo y San Roque de Riomiera         |

### Ríos
El río Llerana atraviesa de este a oeste el término municipal desde su nacimiento en el alto de la Teja hasta desaguar en el río Pisueña, que sirve de límite occidental con Villafufre. A lo largo de su recorrido, recibe las aportaciones de varios arroyos de mayor o menor importancia. En la vega de este río se sitúan los dos núcleos de población del municipio.
Sobre este río, cruza el puente mayor de Llerana que data del año 1788 y da servicio a la carretera CA-620.

### Clima
Saro tiene un clima cálido y templado, clasificado como Cfb según la clasificación climática de Köppen.
La temperatura media anual es 13,7 °C y una oscilación térmica por debajo de los 12 °C. En verano la temperatura media está en 19,5 °C, mientras que en invierno el termómetro baja hasta los 8,4 °C. En cuanto a las precipitaciones, la media anual es de 973 mm, siendo noviembre y diciembre los meses más lluviosos y julio el más seco.
| Parámetros climáticos promedio de Saro | Parámetros climáticos promedio de Saro | Parámetros climáticos promedio de Saro | Parámetros climáticos promedio de Saro | Parámetros climáticos promedio de Saro | Parámetros climáticos promedio de Saro | Parámetros climáticos promedio de Saro | Parámetros climáticos promedio de Saro | Parámetros climáticos promedio de Saro | Parámetros climáticos promedio de Saro | Parámetros climáticos promedio de Saro | Parámetros climáticos promedio de Saro | Parámetros climáticos promedio de Saro | Parámetros climáticos promedio de Saro |
| Mes | Ene.                                   | Feb.                                   | Mar.                                   | Abr.                                   | May.                                   | Jun.                                   | Jul.                                   | Ago.                                   | Sep.                                   | Oct.                                   | Nov.                                   | Dic.                                   | Anual                                  |
| --- | -------------------------------------- | -------------------------------------- | -------------------------------------- | -------------------------------------- | -------------------------------------- | -------------------------------------- | -------------------------------------- | -------------------------------------- | -------------------------------------- | -------------------------------------- | -------------------------------------- | -------------------------------------- | -------------------------------------- |
| Temp. máx. media (°C) | 11.2                                   | 11.6                                   | 14.4                                   | 15.6                                   | 17.5                                   | 20.6                                   | 22.6                                   | 23.0                                   | 21.7                                   | 18.5                                   | 14.6                                   | 12.2                                   | 17                                     |
| Temp. media (°C) | 8.4                                    | 8.6                                    | 10.9                                   | 12.1                                   | 14.2                                   | 17.2                                   | 19.2                                   | 19.5                                   | 18.1                                   | 15.1                                   | 11.6                                   | 9.5                                    | 13.7                                   |
| Temp. mín. media (°C) | 5.6                                    | 5.7                                    | 7.4                                    | 8.6                                    | 10.9                                   | 13.8                                   | 15.8                                   | 16.0                                   | 14.5                                   | 11.7                                   | 8.6                                    | 6.8                                    | 10.5                                   |
| Precipitación total (mm) | 89                                     | 73                                     | 70                                     | 87                                     | 66                                     | 57                                     | 41                                     | 62                                     | 87                                     | 101                                    | 120                                    | 120                                    | 973                                    |
| Fuente: «Clima Saro: Temperatura, Climograma y Tabla climática para Saro - Climate-Data.org». es.climate-data.org. Consultado el 10 de mayo de 2020. |                                        |                                        |                                        |                                        |                                        |                                        |                                        |                                        |                                        |                                        |                                        |                                        |                                        |

### Espacios naturales
El río Pisueña, en el tramo que discurre como límite entre Saro y Villafufre forma parte del Lugares de Importancia Comunitaria de la cuenca del río Pas.

## Patrimonio
Destacan los Cubos del término municipal, bien de interés cultural con categoría de monumento. Además, cabe mencionar el Palacio de Gómez de Barreda, que posee una arquitectura civil sobresaliente. El palacio perteneció a los Gómez de Barreda en el siglo XVIII, y es una gran obra barroca.

## Economía
Un 45,5 % de la población del municipio se dedica al sector primario, un 10,4 % a la construcción, un 12,9 % a la industria y un 31,2 % al sector terciario. En el municipio la tasa de actividad es de 49,9 % y la tasa de paro es de 14,9 %, mientras que la media en Cantabria está en torno al 52,5 % y 14,2 % respectivamente. Predomina por tanto en el municipio, el sector primario.

## Demografía
Saro cuenta con una población de 508 habitantes (INE 2024).
| Gráfica de evolución demográfica de Saro entre 1842 y 2021                                                          |
| |
| Población de derecho según los censos de población del INE Población de hecho según los censos de población del INE |

## Administración y política

### Gobierno municipal
Miguel Ángel Prieto Fernández (PP) es el actual alcalde del municipio.
| Partido político                         | 2023  | 2023  | 2023       | 2019  | 2019  | 2019       | 2015  | 2015  | 2015       | 2011  | 2011  | 2011       | 2007  | 2007  | 2007       | 2003  | 2003  | 2003       |
| Partido político                         | Votos | %     | Concejales | Votos | %     | Concejales | Votos | %     | Concejales | Votos | %     | Concejales | Votos | %     | Concejales | Votos | %     | Concejales |
| Partido Popular (PP)                     | 260   | 70,08 | 5          | 246   | 65,60 | 5          | 263   | 72,05 | 6          | 275   | 68,07 | 6          | 270   | 67,84 | 5          | 323   | 78,97 | 6          |
| Partido Regionalista de Cantabria (PRC)  | 92    | 24,79 | 2          | 120   | 32,00 | 2          | 77    | 21,10 | 1          | 83    | 20,54 | 1          | 74    | 18,59 | 1          | 19    | 4,65  | 0          |
| Partido Socialista Obrero Español (PSOE) | —     | —     | —          | —     | —     | —          | 17    | 4,66  | 0          | 38    | 9,41  | 0          | 48    | 12,06 | 1          | 62    | 15,16 | 1          |

### Organización territorial
- Llerana.
- Saro (capital)

### Justicia
El municipio pertenece al partido judicial de Medio Cudeyo (partido judicial n.º 7 de Cantabria).
El Tribunal Superior de Justicia de Cantabria nombra como jueces de paz titular a José María del Saz-Orozco Cañedo-Argüelles y sustituto a Jesús Prieto Fernández.

## Servicios

### Educación
Tanto en el núcleo de Saro como en Llerana hubo escuelas públicas aunque en la actualidad no hay ningún centro docente en el término municipal.

### Sanidad
En la localidad de Saro se ubica un consultorio médico de Servicio Cántabro de Salud, pertenecientes a la zona básica de salud de Pisueña Selaya que, a su vez, se encuadra en el Área de Salud de Santander. Este servicio médicos se complementan con una farmacia también situada en Saro.

### Transporte y comunicaciones

#### Red viaria
Por el término municipal de Saro discurre las siguientes carreteras de la Red Local de Carreteras de Cantabria:
- CA-620: Vega de Villafufre - Esles, desde el paso sobre el río Pisueña hasta el alto de la Cruz
- CA-621: Llerana - Coterillo

#### Transporte público
No hay líneas de transporte público que den servicios a las localidades de este municipio si bien en la intersección con la CA-142, en el núcleo de Vega de Villafufre, se sitúa una parada de autobús de la siguiente línea:
- Turytrans: Línea Santander - Selaya

## Cultura

### Patrimonio

#### Festividades y eventos
Las fiestas locales del término municipal de Saro son las siguientes:
- 28 de enero: festividad de San Tirso en Saro
- 2 de febrero: festividad de Las Candelas
- 25 de julio: festividad de Santiago
- 10 de agosto: festividad de San Lorenzo en Llerana
- 12 de septiembre: festividad de La Milagrosa en Llerana

### Deporte
Las únicas instalaciones deportivas se localizan en el núcleo de Saro y son una pista polideportiva y una bolera de bolo palma.

### Medios de comunicación
Entre 1894 y 1895 salió a la luz El Eco de Carriedo, un semanario independiente dirigido por el abogado y político Antonio Mazorra y Ortiz, dando cobertura a toda la comarca del Valle de Carriedo.